# 伦波岗
伦布岗（Loenpo Gang，或Lönpo Gang）是喜马拉雅山脉的一座山峰，位于尼泊尔和中华人民共和国西藏自治区边境。

## 地点
该山峰海拔6,979米（22,897英尺），相对高度为1,042米（3,419英尺）。它属于朱格尔喜马尔山脉（Jugal Himal），该山脉还包括多杰拉帕峰（Dorje Lhakpa）、古尔卡尔波日峰（Gurkarpo Ri）和普比恰楚峰。

## 登山历史
1957年，一支来自YRC的英国队伍首次尝试登顶珠峰。领队克罗斯比·福克斯（Crosby Fox）以及两名夏尔巴人明玛·丹辛（Mingma Tensing）和拉巴·诺布（Lakpa Norbu）在雪崩中丧生后，登山队撤离了珠峰。
1962年5月3日，由森田忠志（Tadashi Morita）和安久和成（Kazunari Yasuhisa）组成的日本队伍首次登顶。
1988年，一支来自韩国全南大学医学院的医生队伍从一条新路线攀登珠峰，并于1989年9月27日登顶。该团队由龙允在、赵锡弼、权铉、洪云基、李政勋、金秀贤组成。